# Kị sĩ Roland

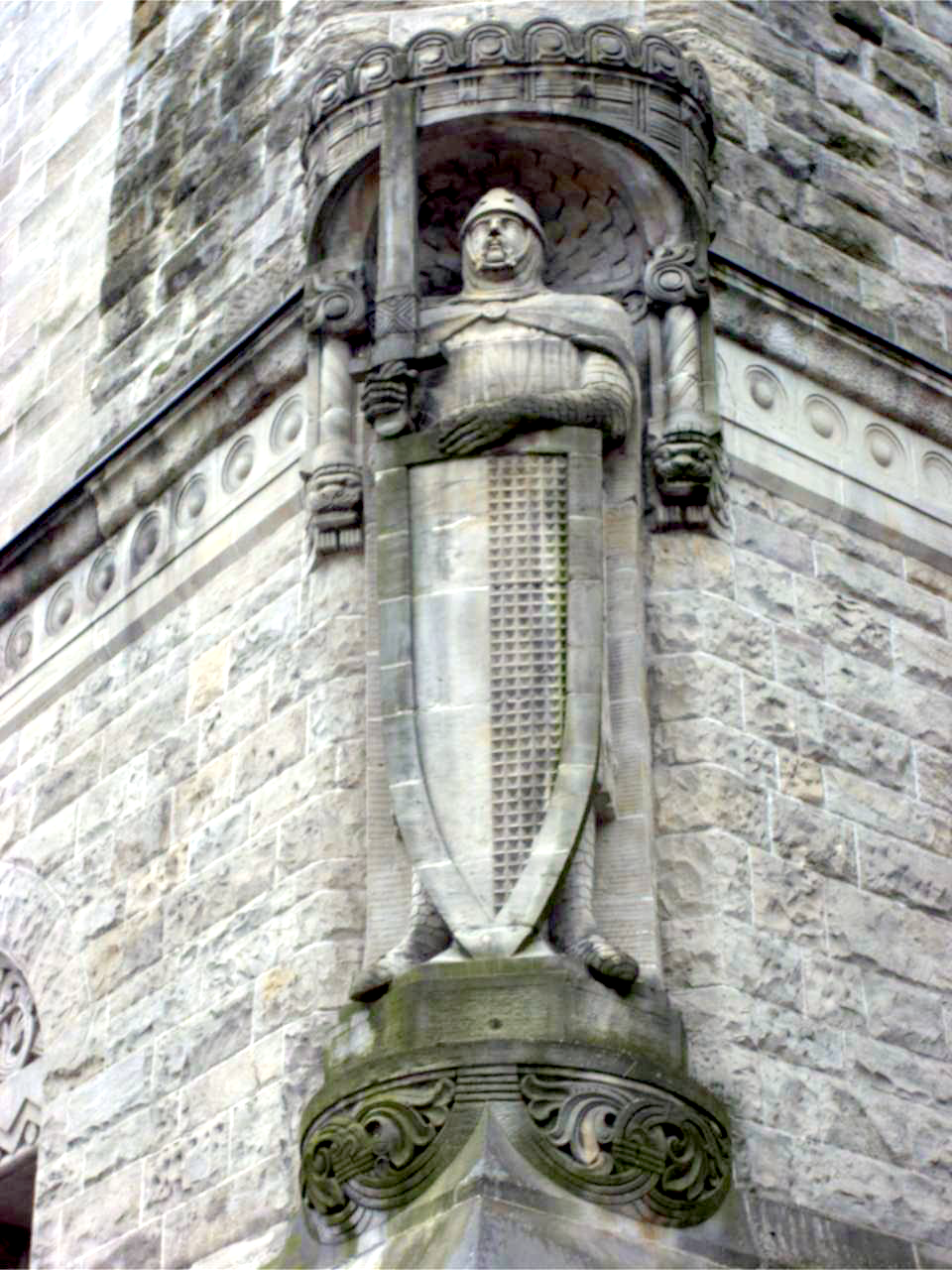
Một bức tượng Roland tại ga hỏa xa Metz

Kị sĩ Roland (tiếng Frankish: Hrōþiland) được cho là một thủ lĩnh quân sự sống ở thời đại Charlemagne.

## Lịch sử
Theo dã sử Vita Karoli Magni của tác giả Einhard, Roland được ban tước hiệu là Hruodlandus Brittannici limitis praefectus (tạm dịch: "Thượng quan Roland [của] miền biên thùy Brittannia"). Cuộc đời đậm màu huyền huyễn và người ta chủ yếu biết đến ông qua thi phẩm Trường ca Roland.
Roland được cho là người đứng đầu trong số 12 huân tước ở Charlemagne. Ông là một trong những vị tướng vĩ đại nhất mọi thời đại. Một trong những trận đánh nổi tiếng của ông là trận chiến Roncevaux Pass. Chủ nghĩa anh hùng và những kỹ năng tuyệt vời của người chiến binh đã được ông thể hiện xuất sắc trong thời gian chinh chiến tại dãy núi Pyrenees vào tháng 8 năm 778. Nó đã khiến ông trở thành một huyền thoại tuyệt vời. Roland đã chiến đấu chống lại hàng ngàn quân địch trong khi bên ông chỉ có 300 quân sĩ. Ông và tướng lĩnh của mình đã chiến đấu anh dũng đến phút cuối cùng. Quân đội của ông bị quân đội Basques đánh bại. Huyền thoại về người chiến binh xuất sắc này đã xuất hiện trong những tài liệu cổ xưa nhất của văn học Pháp hay bản anh hùng ca về Roland.